# Fonoteca del Estado de Tlaxcala
La Fonoteca del Estado de Tlaxcala es una institución cultural dedicada a la preservación, difusión y estudio del patrimonio sonoro de la entidad. Este recinto, creado con el apoyo del Instituto Tlaxcalteca de la Cultura y la Fonoteca Nacional, se enfoca en resguardar grabaciones, testimonios orales, música tradicional y otros documentos sonoros que reflejan la identidad cultural de Tlaxcala.

## Historia
La Fonoteca del Estado de Tlaxcala abrió sus puertas el 19 de junio de 2018, como parte de una iniciativa del Gobierno del Estado a través la colaboración del Instituto Tlaxcalteca de la Cultura (ITC) y la Fonoteca Nacional.  Posteriormente, en 2019, la Fonoteca de Tlaxcala se integró al programa de la Red Nacional de Audiotecas, lo que le permitió ofrecer acceso completo al acervo digital de la Fonoteca Nacional desde sus instalaciones. 